# Чик (робітниче селище)
Чик (рос. Чик) — робітниче селище у Коченевському районі Новосибірської області Російської Федерації.
Входить до складу муніципального утворення робітниче селище Чик. Населення становить 5189 осіб (2017).

## Історія
Згідно із законом від 2 червня 2004 року органом місцевого самоврядування є робітниче селище Чик.

## Населення
| 1959  | 1970  | 1979  | 1989  | 2002  | 2007  | 2009  |
| ----- | ----- | ----- | ----- | ----- | ----- | ----- |
| 3655  | ↗4250 | ↗4663 | ↗5004 | ↗5056 | ↗5214 | ↗5327 |
| 2010  | 2012  | 2013  | 2014  | 2015  | 2016  | 2017  |
| ↘5009 | ↗5078 | ↗5140 | ↗5166 | ↘5126 | ↗5149 | ↗5189 |